# Johann Sebastian von Drey
Johann Sebastian von Drey (Ellwangen (Jagst), 16 ottobre 1777 – Tubinga, 19 febbraio 1853) è stato un teologo tedesco.
Insieme a Johann Adam Möhler fu uno dei principali esponenti della Scuola teologica di Tubinga. Uno dei suoi testi più noti, Apologetica e dimostrazione scientifica della divinità del cristianesimo, insieme alle Pralectiones theoligicae di Giovanni Perrone, segnarono l'avvio della teologia fondamentale come disciplina autonoma dalla teologia dogmatica, ancorché ancora chiamata "apologetica" e intrisa di uno spiccato razionalismo filosofico.

## Biografia
Figlio di un pastore, il cognome di Johann Sebastian Drey fu nobilitato nel 1823. Studiò teologia ad Augusta e nel 1801 fu ordinato sacerdote. 
Nel 1806 divenne professore di teologia filosofica a Rottweil e nel 1812 docente di apologetica, dogmatica e storia dei dogmi all'Università cattolica statale di Ellwangen.
L'anno seguente conseguì il dottorato all'Università di Friburgo, dopodiché fu nominato docente presso la neocostituita facoltà teologica dell'Università di Tubinga. Nel 1819 fu uno dei cofondatori della Tübinger Theologischen Quartalschrift, una rivista teologica di tale ateneo che fu di grande importanza per la teologia cattolica del XIX secolo. 
Negli anni venti dell'Ottocento Drey avrebbe dovuto diventare vescovo della neonata diocesi di Rottenburg, ma gli ambienti conservatori affermarono che un suo scritto era in fase di esame a Roma ed era stato messo all'indice. In realtà, non esisteva alcun procedimento a suo carico o, quanto meno, era stato celermente archiviato.
Von Drey e la Scuola di Tubinga contribuirono alla diffusione del metodo storico-critico nell'esegesi biblica prima dell'opera della più nota componente protestante, guidata da Ferdinand Christian Baur. 
La scuola di Drey continuò ad esercitare la sua influenza lungo tutto il XX secolo, in particolare grazie al contributo di una ventina di teologi, tra cui si ricordano: Johann Baptist von Hirscher, Johannes von Kuhn e Franz Anton Staudenmaier. Fra i teologi del xx secolo influenzati dal pensiero di Drey e della Scuola di Tubinga vi furono: Marie-Dominique Chenu, Yves Congar e Henri de Lubac.
Uno dei suoi testi più noti, Apologetica e dimostrazione scientifica della divinità del cristianesimo, insieme alle Pralectiones theoligicae di Giovanni Perrone, segnarono l'avvio della teologia fondamentale come disciplina autonoma dalla teologia dogmatica, ancorché ancora chiamata "apologetica" e intrisa di uno spiccato razionalismo filosofico.

## Opere
Secondo la bibliografia di Abraham Peter Kustermann nel 1994, Drey scrisse:
1. Observata quaedam ad illustrandam Justini Martyris de regno millenario sententiam. Joann Georg Ritter, Schwäbisch Gmünd 1814.
2. Dissertatio historico-theologica originem ac vicissitudines exomologeseos in ecclesia catholica ex documentis ecclesiasticis illustrans … Joan. Georg Ritter, Elvaci 1815.
3. Kurze Einleitung in das Studium der Theologie mit Rücksicht auf den wissenschaftlichen Standpunct und das katholische System. Heinrich Laupp, Tübingen 1819 (copia digitalizzata); più tre ristampe dal 1966 al 1989 e una traduzione inglese nel 1994.
4. Neue Untersuchungen über die Constitutionen und Kanones der Apostel. Ein historisch-kritischer Beitrag zur Literatur der Kirchengeschichte und des Kirchenrechts. Heinrich Laupp, Tübingen 1832 (copia digitalizzata).
5. Was ist in unserer Zeit von Synoden zu erwarten? Heinrich Laupp, Tübingen 1834 (copia digitalizzata).
6. Die Apologetik als wissenschaftliche Nachweisung der Göttlichkeit des Christenthums in seiner Erscheinung. 3 Bände. Florian Kupferberg, Mainz 1838–1847; più due ristampe, entrambe fotomeccaniche, a Francoforte e Magonza. tr. it.  Apologetica e dimostrazione scientifica della divinità del cristianesimo (1848).
  - 1. Band: Philosophie der Offenbarung. 1838 (copia digitalizzata).
  - 2. Band: Die Religion in ihrer geschichtlichen Entwickelung bis zu ihrer Vollendung durch die Offenbarung in Christus. 1843 (copia digitalizzata).
  - 3. Band: Die christliche Offenbarung in der katholischen Kirche. 1847 (copia digitalizzata).

Oltre a questi lavori, Drey pubblicò
- circa 40 articoli su riviste specializzate,
- 13 articoli enciclopedici sul Kirchen-Lexikon oder Encyklopädie der katholischen Theologie.
- oltre 80 recensioni di libri.

## Premi e riconoscimenti
- 1823: Croce di Cavaliere dell'Ordine della Corona del Württemberg[2], che era collegata al titolo personale nobiliare.
- 1846:Kommenturkreuz dell'Ordine della Corona del Württemberg.[3]